# Авраменко Василь Кузьмович
Васи́ль Кузьми́ч Авра́менко (нар. 31 січня 1936, Мурманськ) — український графік, член Спілки радянських художників України до 1976 року.

## Біографія
Народився 31 січня 1936 в Мурманську (нині Росія). 1962 року закінчив Київський художній інститут, де був учнем Василя Касіяна, Сергія Єржиковського, Іллі Штільмана, Іларіона Плещинського, Георгія Якутовича.
Від 1963 року — художник-графік Рівненських художньо-виробничих майстерень Художнього фонду України. Мешкав у Донецьку, в будинку на Офіцерському проспекті, № 86.

## Творчість
Працює в галузі станкової та книжкової графіки. Серед робіт:
станкова графіка
- «Нічого кращого немає, як тая мати молодая…» (1963, ліногравюра);
- «Прощання Яреми з Оксаною» (1963, ліногравюра);
- «У нашім раї на землі» (1963, ліногравюра);
- триптиха «Повернення Тараса Шевченка на Україну» (1964, кольорові ліногравюри);
- «Молодий Тарас Шевченко» (1964, ліногравюра).

оформлення та ілюстрацій книжок
- «Гайдамаки», поеми Тараса Шевченка (1962, літографія);
- «То не маки цвітуть» Валентина Бичка (Київ, 1962);
- «Чарівні оповідання» Володимира Владка (Київ, 1962);
- «Кобзар» Тараса Шевченка (Київ, 1963, ліногравюри)
- «Земля говорить» Миколи Фененка («Веселка», Київ, 1965);
- «Тарас Бульба» Миколи Гоголя (Київ, 1971).

Брав участь у республіканських виставках з 1963 року.